# Henrik Hildén
Knut Henrik Hildén (* 25. Juni 1884 in Helsinki; † 17. März 1932 ebenda) war ein finnlandschwedischer Schriftsteller und Literaturwissenschaftler.

## Leben
Henrik Hildén nahm 1901 zunächst ein Studium der Kunstgeschichte auf und unternahm von 1907 bis 1914 längere Bildungsreisen nach Frankreich und Italien. Er wechselte dann jedoch zur Literaturwissenschaft und publizierte 1920 seine Abhandlung Studier af naturen i stormaktstidens verklighet och dikt (etwa: Naturstudien in Realität und Poesie der [schwedischen] Großmachtzeit). 1921  promovierte er zum Dr. phil. Ab 1926 wirkte er als Dozent für schwedische Literatur an der Universität Helsinki.
Als belletristischer Autor hatte Hildén bereits 1910 mit dem Erzählband Indiansommar debütiert. Er erhielt für diese Arbeit gute Kritiken („endlich ein einheimischer Debütant, der lesbare moderne Prosa schreibt“). In den nächsten Jahren erschienen in rascher Folge weitere romantisierende Erzählungen, Romane und drei Schauspiele, darunter Barnet (Das Kind), das 1920 in Helsinki uraufgeführt wurde. Er erwarb sich den Ruf eines begabten Schilderers von Natur und Meer, „gesundem Leben“ und der Volkskultur außerhalb der Städte. Der Schriftsteller und Übersetzer Thomas Warburton bezeichnete ihn als von Knut Hamsun beeinflussten frühen und systematischen Primitivisten der schwedischen Literatur.
Ab 1915 war Hildén mit der Übersetzerin und Schriftstellerin Kate Hildén verheiratet.

## Veröffentlichungen (Auswahl)

### Belletristik
- Indiansommar, 1910 (Erzählungen)
- Trollfolk, 1911 (Erzählungen)
- Drottning Lif, 1913 (Roman)
- Storön. En bok om hafvet och kärleken, 1914 (Roman)
- Christoffer eller lyckans underbara pärlor, 1916 (Prosa)
- Den röda frun, 1916 (Erzählungen)
- Tre berättelser om barnet, 1918 (Erzählungen)
- Barnet, 1919 (Schauspiel)
- Hertigen af Finland, 1919 (Schauspiel)
- Folket på krogen, 1921 (Roman)
- Kvinnan och segraren, 1922 (Komödie)
- Strövtåg i Helsingforstrakten, 1927 (Prosa)
- Västvart med morgontåget, 1930 (Prosa)
- Hjärtats tider, 1932 (Erzählungen)

### Wissenschaftliche Arbeiten
- Studier af naturen i stormaktstidens verklighet och dikt, 1920 (Dissertation Helsinki).
- Studier av naturen i Linnéseklets svenska diktning, 1925.